# Emanuela Kalb
Helena Chaje, par son baptême Maria Magdalena Kalb, puis en religion sœur Emanuela Kalb, née le 26 août 1899 à Jaroslaw en Pologne, morte le 18 janvier 1986 à Cracovie, est une chanoinesse du Saint-Esprit polonaise, réputée pour l'intensité de sa vie spirituelle et sa sainteté.
Le pape François la reconnaît vénérable en 2015. Elle est fêtée le 18 janvier.

## Biographie
Helena Kalb naît en Pologne, à Jaroslaw, le 26 août 1899,.
Elle est issue d'une famille juive ; malade, elle rencontre une religieuse catholique qui l'impressionne vivement ; elle demande alors le baptême, malgré l'opposition de sa famille, et le reçoit le 19 janvier 1919. Elle choisit Maria Magdalena (Marie-Madeleine) comme nom de baptême.
Maria Magdalena Kalb entre en 1927 dans la congrégation religieuse des Chanoinesses du Saint-Esprit. Elle y reçoit le nom de sœur Emanuela.
Au sein de sa congrégation religieuse, sœur Emanuela Kalb est successivement enseignante, maîtresse des novices, secrétaire générale, puis supérieure.
Elle vit une profonde spiritualité intérieure, et note ses expériences mystiques sur un journal intime. Elle y a écrit notamment « J'ai trouvé la vérité et je l'ai suivie ».
Elle meurt à Cracovie le 18 janvier 1986.

## Procédure en béatification
La première phase de la procédure pour son éventuelle béatification est étudiée au niveau diocésain, puis le dossier est transmis à Rome auprès de la Congrégation pour les causes des saints.
Le pape François approuve le 14 décembre 2015 la reconnaissance de l'héroïcité de ses vertus, dont le décret est publié le lendemain 15 décembre, et la reconnaît ainsi vénérable,.
Sa fête est fixée au 18 juillet.